# David E. Bonior

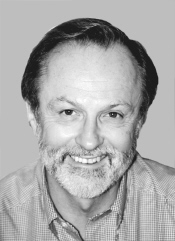
David E. Bonior

David Edward Bonior (* 6. Juni 1945 in Detroit, Michigan) ist ein US-amerikanischer Politiker. Zwischen 1977 und 2003 vertrat er den Bundesstaat Michigan im US-Repräsentantenhaus.

## Leben
David Bonior besuchte bis 1963 die Notre Dame High School in Pontiac und studierte danach bis 1967 an der University of Iowa in Iowa City. Zwischen 1968 und 1972 diente er in der US-Luftwaffe. Danach beendete er seine Ausbildung am Chapman College in Orange (Kalifornien). Politisch schloss sich Bonior der Demokratischen Partei an. Zwischen 1973 und 1977 saß er als Abgeordneter im Repräsentantenhaus von Michigan. Im gleichen Zeitraum war er regelmäßig Delegierter zu den regionalen Parteitagen auf Staatsebene.
Bei den Kongresswahlen des Jahres 1976 wurde er im zwölften Wahlbezirk von Michigan in das US-Repräsentantenhaus in Washington, D.C. gewählt, wo er am 3. Januar 1977 die Nachfolge von James G. O’Hara antrat. Nach zwölf Wiederwahlen konnte er bis zum 3. Januar 2003 insgesamt 13 Legislaturperioden im Kongress absolvieren. Seit 1993 vertrat er dort als Nachfolger von David Lee Camp den zehnten Distrikt. Bonior war gegen das Nordamerikanische Freihandelsabkommen (NAFTA) und fiel durch viele Vorwürfe gegen den republikanischen Speaker Newt Gingrich auf. Vom 11. September 1991 bis zum 15. Januar 2002 fungierte er als Whip der demokratischen Fraktion.
Im Jahr 2002 verzichtete Bonior auf eine erneute Kandidatur. Stattdessen strebte er erfolglos die Nominierung seiner Partei für die Gouverneurswahlen an. Später wurde er Professor für Arbeitsstudien an der Wayne State University. Außerdem gründete er die Organisation American Rights at Work, deren Vorsitzender er bis heute ist. Diese Organisation unterstützt die Gewerkschaften und die Arbeiterrechte. Im Jahr 2008 leitete Bonior den Präsidentschaftswahlkampf von John Edwards bis zu dessen Rückzug während der Vorwahlen.